# سیاهرگ نیمه‌تکی
سیاهرگ نیمه‌تَکی  یا ورید همیازیگوس (Hemiazygos vein) (ورید آزیگوس مینور تحتانی) سیاهرگی است که در قسمت فوقانی ناحیه تحتانی قفسه سینه، درست در سمت چپ ستون مهره‌ها قرار دارد.
نام این سیاهرگ از نام سیاهرگ سیاهرگ تکی (آزیگوس) گرفته شده‌است. آزیگوس به معنای «جفت نشده» و همی به معنای نیمه است. این سیاهرگ نیمه پایینی سیاهرگ آزیگوس را منعکس می‌کند.

## ساختار
سیاهرگ نیمه‌تکی و سیاهرگ نیمه‌تکی فرعی، وقتی با هم درنظر گرفته شوند، اساساً معادل سمت چپ سیاهرگ تکی (آزیگوس) هستند. یعنی سیاهرگ تکی برای تخلیه بیشتر سیاهرگ‌های میان‌دنده‌ای خلفی در سمت راست بدن عمل می‌کند و سیاهرگ نیمه‌تکی و سیاهرگ نیمه‌تکی فرعی بخش اعظم سیاهرگ‌های میان‌دنده‌ای خلفی را در سمت چپ بدن تخلیه می‌کنند. به‌طور خاص، ورید همیازیگوس منعکس‌کننده قسمت پایین ورید آزیگوس است.
ساختار سیاهرگ نیمه‌تکی اغلب متغیر است. معمولاً از سیاهرگ کمری بالارونده چپ یا سیاهرگ کلیوی شروع می‌شود و از چلیپای چپ دیافراگم به سمت بالا عبور می‌کند تا وارد قفسه سینه شود. سیاهرگ نیمه‌تکی در سمت چپ ستون مهره‌ها به سمت بالا ادامه می‌دهد و در اطراف سطح نهمین مهره سینه‌ای، به سمت راست از ستون، پشت آئورت، مری و مجرای سینه‌ای عبور می‌کند تا به سیاهرگ تکی ختم شود.
سیاهرگ نیمه‌تکی سیاهرگ‌های میان‌دنده‌ای خلفی ۹، ۱۰ و ۱۱ و سیاهرگ زیردنده‌ای سمت چپ و برخی سیاهرگ‌های مری و میان‌سینه (مدیاستن) را دریافت می‌کند. سیاهرگ نیمه‌تکی ممکن است در بالا با سیاهرگ نیمه‌تکی فرعی پیوسته باشد یا نباشد.

## اهمیت بالینی
سامانه نیمه‌تکی متسع که توسط فیلم‌های اشعه ایکس قفسه سینه یا شکم نشان داده می‌شود، می‌تواند به‌عنوان نئوپلاسم میان‌سینه یا خلف صفاق، لنفادنوپاتی یا برش آئورت به اشتباه تشخیص داده شود (۲، ۵–۷، ۱۰). ونوستاز که پیامد شرایط پاتولوژیک مانند انسداد اکتسابی IVC یا SVC، نارسایی قلب راست، فشار خون پورت یا به دلیل بارداری است، می‌تواند تظاهرات بالینی مشابهی با همیازیگوس ادامه IVC داشته باشد (۵، ۶، ۱۰، ۱۳). . در مورد همیازیگوس ادامه IVC، سیاهرگ‌های کبدی می‌توانند مستقیماً به دهلیز راست تخلیه شوند (۳، ۱۰). یافتن تصادفی این وضعیت در حین کانولاسیون وریدی برای بای‌پس قلبی ریوی، این روش را پیچیده می‌کند، زیرا تنه IVC جامدی برای قرار دادن کانولا وجود ندارد. در این مورد باید از کانولاسیون جداگانه SVC و دهلیز راست استفاده شود.